# Canton d'Épernay
Le canton d'Épernay est un ancien canton français situé dans le département de la Marne.

## Histoire
Le canton d'Épernay est créé en 1790. Il est supprimé par le décret du 13 juillet 1973 qui le scinde en deux pour former les cantons d'Épernay-I et d'Épernay-II.

## Composition
Le canton d'Épernay était composé de onze communes :
- Épernay (chef-lieu)
- Chouilly
- Damery
- Fleury-la-Rivière
- Mardeuil
- Moussy
- Pierry
- Saint-Martin-d'Ablois
- Vauciennes
- Venteuil
- Vinay

## Représentation

### Conseillers généraux de 1804 à 1973
| Période | Période          | Identité                     | Étiquette           | Qualité |
| ------- | ---------------- | ---------------------------- | ------------------- | --- |
| 1804    | 1833             | Jean-Rémy Moët               | Majorité dynastique | Négociant |
| 1833    | 1847 (décès)     | Comte Antoine Roy            |                     | Pair de France Ancien député de la Seine (1815-1821) Ministre d'État (1818-1830) Ministre (entre 1818 et 1829)                                                                                      |
| 1848    | 1852             | Auguste Oudet                | Républicain         | Avocat à Épernay (maire de 1848 à 1850) |
| 1852    | 1855             | Pierre-Nicolas Perrier-Jouët |                     | Maire d'Épernay (1852-1854) |
| 1855    | 1871             | Charles Perrier              | Majorité dynastique | Négociant Maire d'Épernay (1854-1870) député (1866-1870) |
| 1871    | 1886             | Eugène Blandin               | UR                  | Avoué puis marchand de champagne Maire d'Épernay (1871-1879) Député (1876-1889) |
| 1886    | 1896 (démission) | Charles Gérard               | Républicain         | Propriétaire à Épernay |
| 1896    | 1898             | Édouard Fleuricourt          | Républicain         | Maire d'Épernay (1889-1912) |
| 1898    | 1919             | Adhémar Péchadre             | Rad.                | Médecin Député (1906-1919) |
| 1919    | 1928             | Georges Chappaz              | Rad.                | Inspecteur Général de l'Agriculture |
| 1928    | 1934             | Gaston Amselle (1881-1964)   | Rad.                | Docteur en médecine à Épernay |
| 1934    | 1939 (démission) | Charles Kindler              | SFIO                | Maire de Damery |
| 1939    | 1940             | Fernand Muls                 | SFIO                | Employé SNCF, syndicaliste CGT Conseiller municipal d'Épernay, conseiller d'arrondissement Membre de la Commission administrative départementale (1940-1943) Nommé conseiller départemental en 1943 |
|         |                  |                              |                     | |
| 1945    | 1949             | Alcide Benoît                | PCF                 | Ajusteur à la SNCF Maire d'Épernay (1945-1948) Député (1946 et 1951-1958) - Sénateur (1946-1948) |
| 1949    | 1967             | Roger Menu                   | MRP puis CD         | Moniteur d'apprentissage Sénateur (1946-1970) Maire d'Épernay (1948-1970) Vice-président du conseil général (1949-1967)                                                                             |
| 1967    | 1973             | Robert Morillon              | PCF                 | Cheminot retraité Député (1967-1968) Elu en 1973 dans le Canton d'Épernay-2 |

### Conseillers d'arrondissement (de 1833 à 1940)
| Période                                  | Période      | Identité                              | Étiquette                | Qualité |
| ---------------------------------------- | ------------ | ------------------------------------- | ------------------------ | --- |
| 1833                                     | 1842         | Louis-Isidore Godart Roger            |                          | Maire d'Épernay (1831-1841)                                                                                 |
| 1842                                     | 1848         | Jean Louis Chanoine jeune (1787-1872) |                          | Négociant, maire d'Épernay (1841-1848)                                                                      |
| 1848                                     | 1870         | Louis Perrier                         |                          | Président du Conseil d'arrondissement, adjoint au maire d'Épernay                                           |
|                                          |              |                                       |                          | |
| 1886                                     | 1890 (décès) | René-Antoine Terrassin                |                          | Propriétaire à Épernay                                                                                      |
|                                          |              |                                       |                          | |
| 1892                                     | 1895 (décès) | Louis Théodore Bucquet (1820-1895)    | Républicain              | Huissier à Épernay                                                                                          |
| 1895                                     | 1901         | Narcisse-Antoine Brocot (1821-1912)   | Républicain              | Employé au chemin de fer de l'Est, conseiller municipal d'Épernay                                           |
| 1901                                     | 1912 (décès) | Eugène Évrard (1843-1912)             | Républicain              | Docteur en médecine à Épernay                                                                               |
| Mars 1912                                |              | Félix Paul Houis (1873-1936)          | Républicain progressiste | Sous-chef honoraire des ateliers de l'Est, conseiller municipal d'Épernay                                   |
|                                          |              |                                       |                          | |
| 1919                                     | 1925         | Gaston Villiot-Giffey                 | Radical                  | Mercier, conseiller municipal d'Épernay                                                                     |
| 1925                                     | 1937         | Jules Dambron                         | Rad.                     | Viticulteur, maire de Moussy                                                                                |
| 1937                                     | 1939         | Fernand Muls                          | SFIO                     | Employé SNCF, conseiller municipal d'Épernay                                                                |
| 1939                                     | 1940         | Martin-Georges Morange (1880-1956)    | SFIO                     | Commerçant à Épernay Révoqué par le Gouvernement de Vichy                                                   |
| 1940                                     |              |                                       |                          | Les conseils d'arrondissement ont été suspendus par la loi du 12 octobre 1940 et n'ont jamais été réactivés |
| Les données manquantes sont à compléter. |              |                                       |                          | |